# São Sebastião do Caí
São Sebastião do Caí – miasto i gmina w Brazylii, w stanie Rio Grande do Sul. Znajduje się w mezoregionie Metropolitana de Porto Alegre i mikroregionie Montenegro. W mieście znajduje się najdłuższa na świecie, 4 kilometrowa ulica Esperanto. Nazwa pochodzi od sztucznego języka esperanto.